# Eurosong 2015 (Grecia)
La terza edizione dell'Eurosong - A MAD Show, ufficialmente Eurosong 2015 - NERIT & MAD Show (60 years of music), si è tenuta il 4 marzo 2015 presso l'Enastron Music Hall di Tavros e ha selezionato il rappresentante della Grecia all'Eurovision Song Contest 2015.
La vincitrice è stata Maria Elena Kyriakou con One Last Breath.

## Organizzazione
Con la chiusura dell'emittente pubblica Ellinikí Radiofonía Tileórasi (ERT) fu istituita l'emittente Nea Ellinikí Radiofonía, Internet kai Tileórasi (NERIT) per subentrare alla precedente; essa, a partire dal 2014, ha curato la partecipazione della Grecia all'Eurovision Song Contest in collaborazione con l'emittente televisiva privata MAD TV.
NERIT ha annunciato la partecipazione della Grecia all'Eurovision Song Contest 2015, ospitato dalla capitale austriaca Vienna,  il 24 luglio 2014, tuttavia l'emittente non era stata ancora ammessa nell'Unione europea di radiodiffusione (UER), requisito fondamentale per la partecipazione della nazione alla manifestazione musicale. Il 4 dicembre 2014 l'UER ha accolto tra i suoi membri NERIT, garantendo la partecipazione della Grecia all'Eurovision Song Contest.
Nel mese di gennaio l'emittente ha annunciato che l'organizzazione sarebbe nuovamente avvenuta in collaborazione con l'emittente televisiva privata MAD TV.
Dopo un primo annuncio dei due presentatori, Ntoretta Papadimitriou e Mairi Sinatsaki, la seconda fu sostituita da Ouggarezos a causa di una clausola del suo contratto; tuttavia il 17 febbraio 2015 fu annunciato che Sinatsaki avrebbe potuto presentare la serata.

## Partecipanti
La lista dei 5 partecipanti è stata rivelata il 17 febbraio 2015, mentre le canzoni il 26 febbraio.
| Artista                | Titolo          | Lingua  | Compositori                                                                           |
| ---------------------- | --------------- | ------- | ------------------------------------------------------------------------------------- |
| Barrice                | Ela             | Greco   | Niclas Olausson, The Beatbox, Victoria Chalkiti                                       |
| C: Real                | Crash & Burn    | Inglese | Takis Dimaschis                                                                       |
| Maria Elena Kyriakou   | One Last Breath | Inglese | Efthivoulos Theoxarous, Maria Elena Kyriakou, Vaggelis Konstantinidis, Evelina Tziora |
| Shaya                  | Sunshine        | Inglese | Shaya Hansen, Thomas Reil, Jeppe Reil, Marios Psimopoulos                             |
| Thomai Apergi & Legend | Jazz & Sirtaki  | Greco   | Christos Papadopoulos, Giannis Sinnis                                                 |

## Finale
La finale si è tenuta il 4 marzo 2015 presso la Enastron Music Hall di Tavros, Attica, ed è iniziata alle 21:00 (UTC+2).
Tra gli ospiti speciali ci sono stati: Helena Paparizou (Grecia 2005), One (Cipro 2002), Loukas Giorkas (Grecia 2011), Freaky Fortune & RiskyKidd (Grecia 2014), Thanos Kalliris & Kings, Boys & Noise (che hanno cantato la canzone greca che ha partecipato nel 2001, (I Would) Die for You) e Giannis Karagiannis (Cipro 2015).
| # | Artista                | Titolo          | Punteggio | Punteggio | Punteggio | Posizione |
| # | Artista                | Titolo          | Giuria    | Televoto  | Totale    | Posizione |
| - | ---------------------- | --------------- | --------- | --------- | --------- | --------- |
| 1 | C: Real                | Crash & Burn    | 1         | 1         | 2         | 5         |
| 2 | Thomai Apergi & Legend | Jazz & Sirtaki  | 4         | 3         | 7         | 2         |
| 3 | Barrice                | Ela             | 3         | 2         | 5         | 4         |
| 4 | Shaya                  | Sunshine        | 2         | 4         | 6         | 3         |
| 5 | Maria Elena Kyriakou   | One Last Breath | 5         | 5         | 10        | 1         |

## All'Eurovision Song Contest
La Grecia si è esibita al 6º posto, tra Finlandia ed Estonia, nella prima semifinale, classificandosi 6ª con 81 punti.
Qualificatasi per la finale, la Grecia si è esibita al 15º posto, tra Austria e Montenegro, classificandosi 19ª con 23 punti.

### Voto

#### Punti assegnati alla Grecia
| 12        | 10                              | 8                                                      | 7                    | 6                                            |
| --------- | ------------------------------- | ------------------------------------------------------ | -------------------- | -------------------------------------------- |
| - Albania |                                 | - Armenia                                              |                      | - Australia - Paesi Bassi - Romania - Serbia |
| 5         | 4                               | 3                                                      | 2                    | 1                                            |
| - Russia  | - Austria - Georgia - Macedonia | - Belgio - Bielorussia - Francia - Moldavia - Ungheria | - Finlandia - Spagna | - Estonia                                    |

| 12        | 10        | 8       | 7 | 6 |
| --------- | --------- | ------- | - | - |
|           | - Albania | - Cipro |   |   |
| 5         | 4         | 3       | 2 | 1 |
| - Armenia |           |         |   |   |

#### Punti assegnati dalla Grecia
| Punti | Stato       |
| ----- | ----------- |
| 12    | Russia      |
| 10    | Albania     |
| 8     | Georgia     |
| 7     | Armenia     |
| 6     | Belgio      |
| 5     | Romania     |
| 4     | Estonia     |
| 3     | Bielorussia |
| 2     | Serbia      |
| 1     | Danimarca   |

| Punti | Paese     |
| ----- | --------- |
| 12    | Italia    |
| 10    | Cipro     |
| 8     | Russia    |
| 7     | Belgio    |
| 6     | Albania   |
| 5     | Australia |
| 4     | Svezia    |
| 3     | Lettonia  |
| 2     | Georgia   |
| 1     | Armenia   |